# Diocesi di Meaux

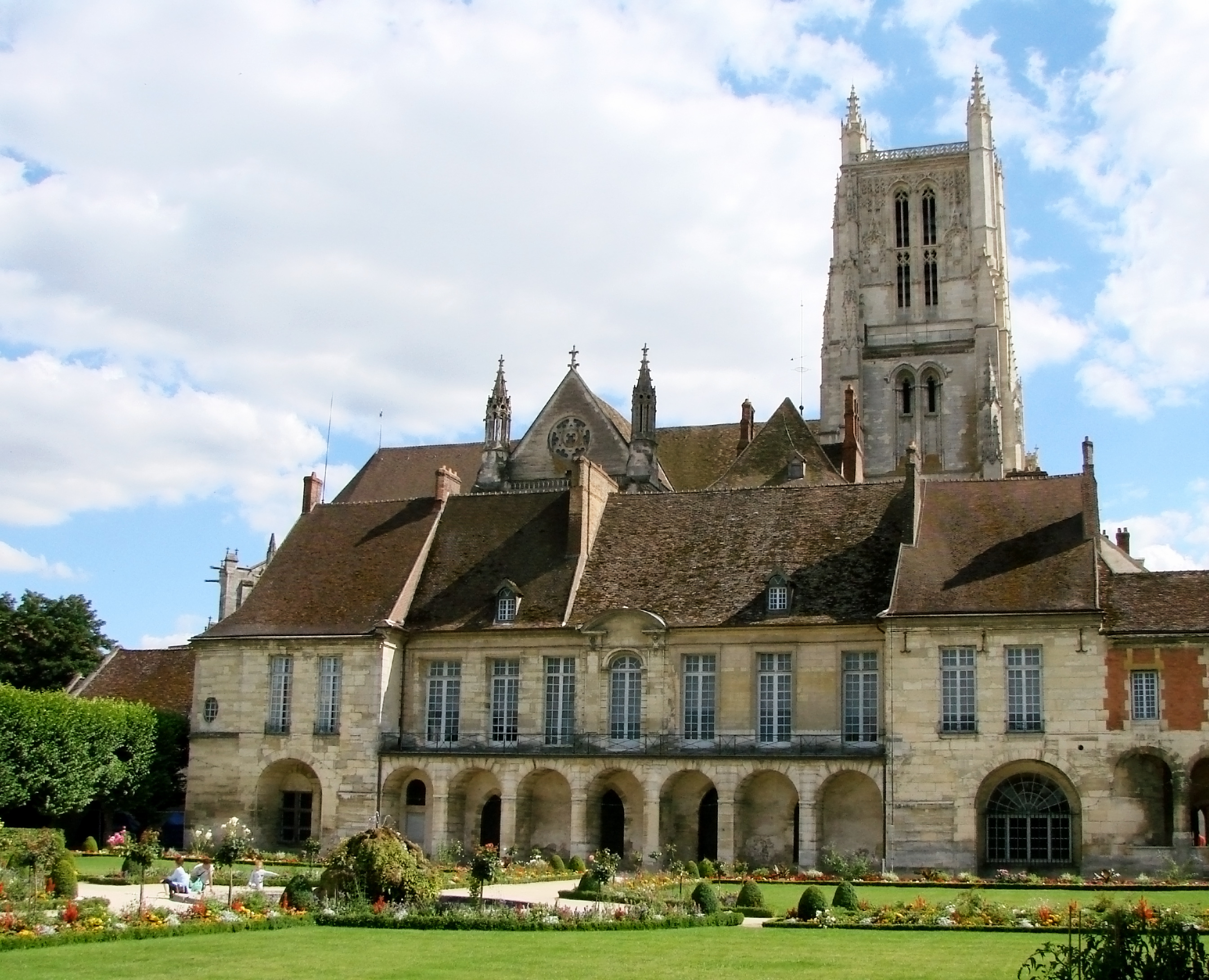
L'ex palazzo episcopale di Meaux, costruito nel XII secolo e rimaneggiato nel Settecento, è oggi sede del museo Bossuet.

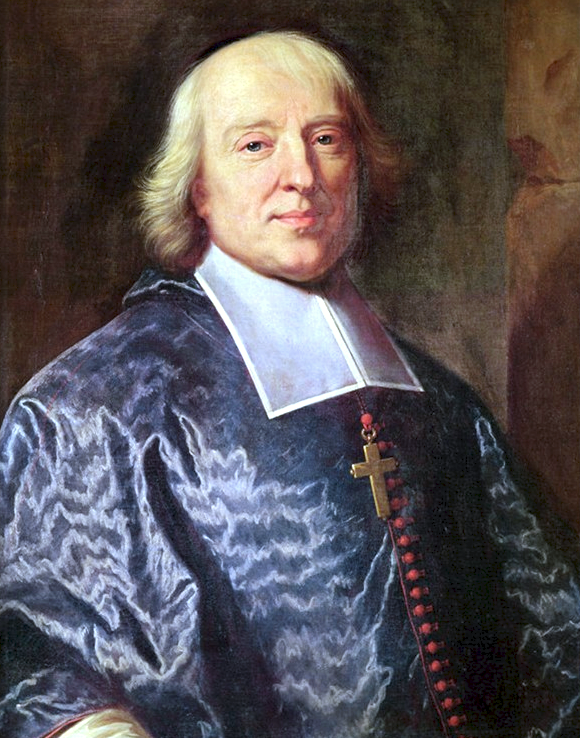
Jacques-Bénigne Bossuet, illustre oratore e teologo, fu vescovo di Meaux dal 1681 al 1704.

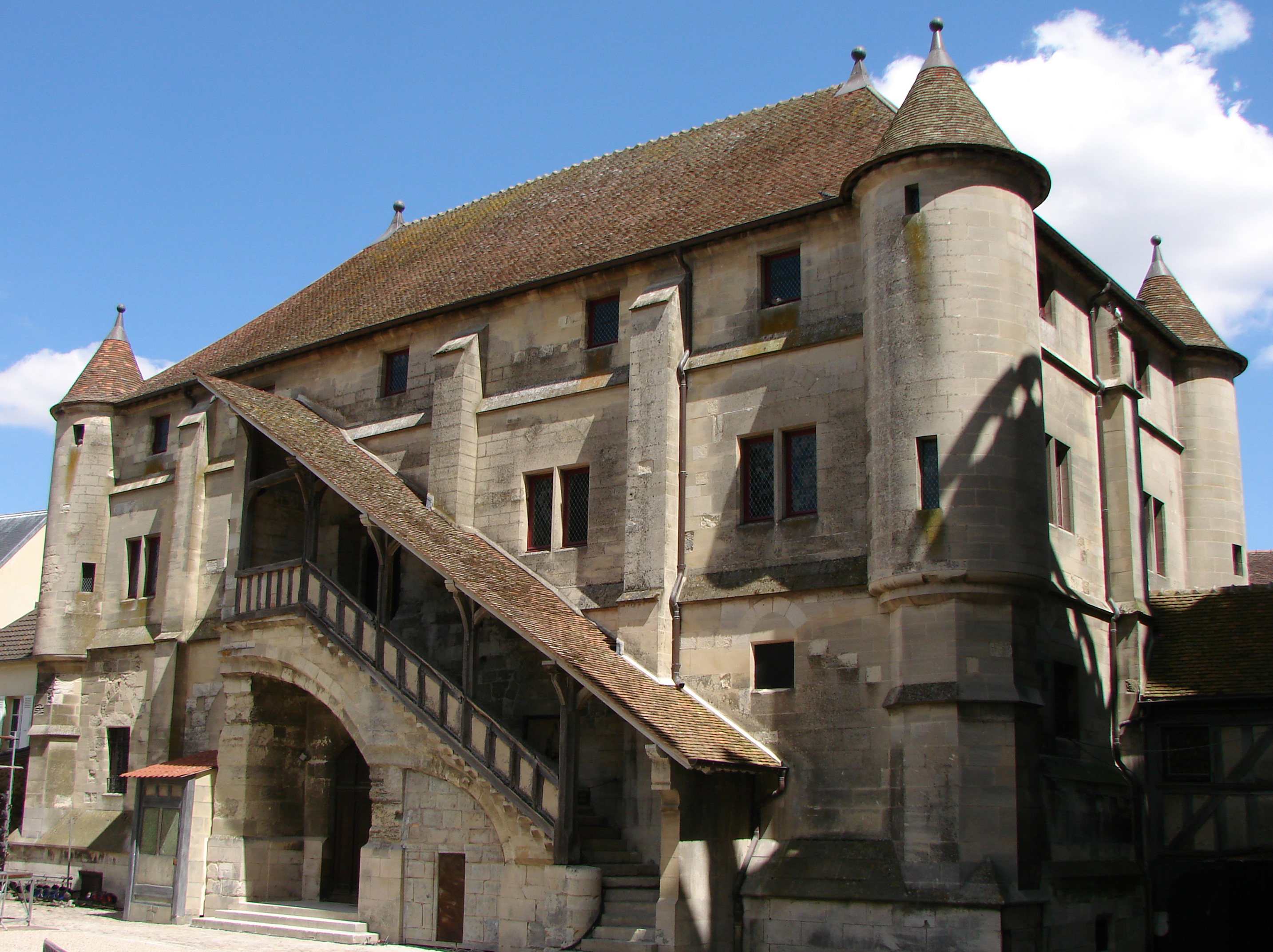
Il vieux chapitre, palazzo del XIII secolo che fu sede dei canonici della cattedrale.

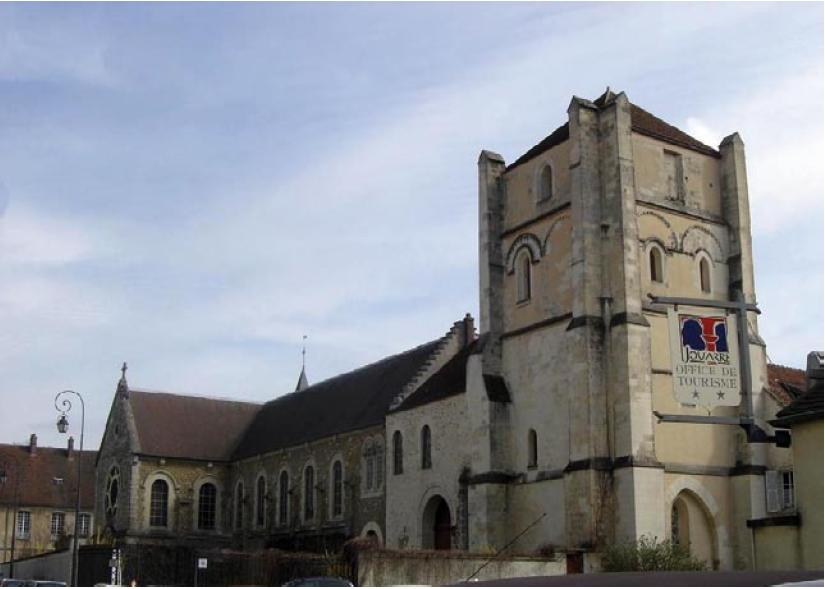
La chiesa abbaziale di Notre-Dame di Jouarre, fondata nel VII secolo.

La diocesi di Meaux (in latino Dioecesis Meldensis) è una sede della Chiesa cattolica in Francia suffraganea dell'arcidiocesi di Parigi. Nel 2023 contava 884.860 battezzati su 1.428.636 abitanti. È retta dal vescovo Jean-Yves Nahmias.

## Territorio
La diocesi comprende il territorio del dipartimento francese di Seine-et-Marne.
Sede vescovile è la città di Meaux, dove si trova la basilica cattedrale di Santo Stefano.
Il territorio si estende su 5.931 km² ed è suddiviso in 19 parrocchie.

## Storia
Secondo la tradizione, la diocesi fu eretta fin dal IV secolo. La leggenda racconta che primi evangelizzatori e protovescovi sarebbero stati i santi Santino e Antonino, discepoli di Dionigi di Parigi. Tuttavia il primo vescovo storicamente documentato è Medoveo (o Medoveco), che assistette al concilio di Orléans nel 549; e il successivo Gondoaldo  (o Gundobaldo), che prese parte a quello di Parigi nel 614.
Iantinum, capitale del popolo celtico dei Meldi, era una civitas della Gallia Lugdunense quarta (o Senonia), come testimoniato dalla Notitia Galliarum dell'inizio del V secolo. Dal punto di vista religioso, come di quello civile, Meaux dipendeva dalla provincia ecclesiastica dell'arcidiocesi di Sens, sede metropolitana provinciale.
Sotto l'influenza di san Colombano, furono fondate diverse abbazie per lo più benedettine: Santa Croce (in seguito San Faro) a Meaux, e quelle di Jouarre, Faremoutiers e Rebais (fondato da sant'Audoeno di Rouen). A partire dal XII secolo altri ordini religiosi si installarono in diocesi e fondarono i loro monasteri: tra questi, il monastero di Cerfroid, casa madre dell'Ordine della Santissima Trinità.
Durante il Medioevo Meaux fu sede di importanti concili provinciali, che si tennero nell'845, nel 965, nel 1082, nel 1204, nel 1229 e nel 1240.
La costruzione della cattedrale gotica fu intrapresa nel XII secolo durante l'episcopato di Simon de Lizy e portata a compimento verso la metà del XVI secolo.
Tra i vescovi di Meaux si possono ricordare: Guglielmo Durando di San Porciano († 1334), commentatore del "Libro delle Sentenze"; Philippe de Vitry († 1361), amico di Petrarca e autore della Metamorfosi di Ovidio moralizzato; Pierre Fresnel († 1409), più volte ambasciatore di Carlo VI; Pierre de Versailles († 1446), incaricato di importanti missioni da papa Eugenio IV, e che, incaricato da Carlo VII nel 1429 di esaminare Giovanna d'Arco, si era dichiarato convinto della missione divina della Pulzella d'Orléans; il cardinale Antonio Duprat († 1535), che ha avuto una parte attiva nella stesura del concordato tra Francesco I e papa Leone X.
Nel corso del XVI secolo trovarono diffusione nella diocesi le idee luterane, nonostante la vigilanza del vescovo Guillaume Briçonnet, che operò un rinnovamento della diocesi.
Il 20 ottobre 1622 entrò a far parte della provincia ecclesiastica dell'arcidiocesi di Parigi.
Dopo il concilio di Trento, il vescovo Dominique Séguier istituì il seminario diocesano e favorì l'istruzione del clero attraverso l'istituzione delle conférences. Sotto il vescovo Dominique Séguier, nel 1640 fu introdotto il rito romano, che sostituì il rito gallicano. Importante fu l'episcopato di Jacques-Bénigne Bossuet, insigne teologo. A lui succedette il cardinale Henri-Pons de Thiard de Bissy, che combatté il giansenismo. Tuttavia nel 1709 pubblicò un Messale, in cui, nonostante l'anatema previsto dal Concilio di Trento, prescriveva di recitare il canone ad alta voce, mentre i ministri rispondevano Amen a più riprese.
Al momento dell'insorgere della rivoluzione, la diocesi comprendeva all'incirca 240 parrocchie; era suddivisa in due arcidiaconati (France e Brie) e dieci decanati.
In seguito al concordato con la bolla Qui Christi Domini di papa Pio VII del 29 novembre 1801 la diocesi incorporò il territorio della diocesi di Châlons e parte del territorio dell'arcidiocesi di Reims, che furono soppresse.
Il 6 ottobre 1822 l'arcidiocesi di Reims e la diocesi di Châlons furono ristabilite, ricavandone il territorio dalla diocesi di Meaux.

## Cronotassi dei vescovi
Si omettono i periodi di sede vacante non superiori ai 2 anni o non storicamente accertati.
Sul finire del IX secolo, la Chiesa di Meaux possedeva un catalogo episcopale, di cui si fa menzione nella vita di san Farone scritta dal vescovo Ildegario. Il catalogo non esiste più, ma sembra sia stato utilizzato nel Settecento da Gallia christiana, che riporta un lungo elenco di vescovi senza referenze.
- San Santino †
- Sant'Antonino †
- Mansueto †
- Modesto †
- Achero †
- Riolo †
- Promero †
- Primito †
- Principio †
- San Rigomero †
- Crescenzio †
- Anio †
- Presidio †
- Promesso †
- Medoveo (o Medoveco) † (prima del 549 - dopo il 552)
- Edeno †
- Baudovaldo †[5]
- Gondoaldo  (o Gundobaldo) † (prima del 614 - dopo il 627)
- San Farone † (prima del 637/638 - dopo il 668/669)
- Sant'Ildeberto †[6]
- Herlingo † (menzionato nel 683)
- San Patusio †
- Sant'Ebregisilo †
- San Landrico †[7]
- Eldoaldo †
- Adolfo †
- Ragnemundo (o Ragaminato) †[8]
- Sigenoldo (o Geneboldo) †
- Erlaureo † (?)
- Aidenero (o Achidenero) †
- Romano † (menzionato nel 748)
- Wulfranno † (prima del 757 - dopo il 769)
- Brumero †
- Ilderico † (? - circa 823 deceduto)[9]
- Uberto I (Ucberto) † (circa 823[10] - dopo agosto 853)
- Ildegario † (prima di agosto 856 - 3 dicembre circa 873/875 deceduto)[11]
- Ragenfredo † (menzionato nell'876)
- Segemundo † (menzionato nell'888)
- Ingilramo o Angilramo † (menzionato il 4 giugno 900)
- Uberto II (Ucberto) † (menzionato nel 909)
- Agonio †
- Rotardo † (menzionato nel 936)
- Gildrico † (menzionato nel 947)
- Ageraco † (menzionato nel 962)
- Arcanrado (o Ercanrado) † (menzionato nel 986)
- San Gilberto † (prima del 998 - 1009 deceduto)[12]
- Macaire † (menzionato nel 1015)
- Bernier † (menzionato nel 1028)
- Dagobert †
- Gauthier Saveyr † (prima di aprile 1045 - ottobre[13] 1082 deceduto)
- Robert I † (ottobre 1082 - ?)
- Gauthier de Chambly † (2 novembre 1085 consacrato - 26 luglio 1102 deceduto)
- Manassé I † (1103 - 13 gennaio 1120 deceduto)
- Burchard † (1120 - 4 gennaio 1134 deceduto)
- Manassé II † (1134 - 23 aprile 1158 deceduto)
- Renaud † (1158 o 1159 - 1161)
- Hugues † (1161 - 7 settembre 1161 deceduto)
- Étienne de la Chapelle † (1162 - 1171 nominato arcivescovo di Bourges)
- Pierre di San Crisogono, O.S.B. † (1172 - dopo il 1173 dimesso)
- Pierre II ? †
- Simon de Lizy † (prima del 1177 - dopo il 1194)
- Anseau † (prima di luglio 1197 - 8 giugno 1207 deceduto)
- Geoffroy de Tressy † (circa novembre 1207 - 1213 dimesso)
- Guillaume de Nemours † (1214 - 19 agosto 1221 deceduto)
- Amaury † (1221 - 1222 o gennaio 1223 deceduto)
- Pierre de Cuisy † (1223 - 1255 deceduto)
- Alerme de Cuisy † (1255 - 12 o 13 ottobre 1267 deceduto)
- Jean de Poincy † (1267 - 27 ottobre 1269 deceduto)
- Jean de Garlande † (1269 - 1272 deceduto)
- Eude, O.P. † (? - novembre 1274 deceduto)
- Jean III † (1274 - dopo il 1286)
- Adam de Vaudoy † (prima di luglio 1289 - 13 febbraio 1298 deceduto)
  - Geoffroy (Butticularius) † (luglio 1298 - 1298 deceduto) (vescovo eletto)
- Jean de Montrolles † (3 ottobre 1298 - 12 febbraio 1304 deceduto)
- Nicolas Volé † (1305 - 18 aprile 1308 deceduto)
- Simon Festu † (18 ottobre 1308 - 30 dicembre 1317 deceduto)
- Guillaume de la Brosse † (14 febbraio 1318 - 27 febbraio 1321 nominato arcivescovo di Bourges)
- Pierre Jean de Moussy † (17 febbraio 1321 - 7 ottobre 1325 nominato vescovo di Viviers)
- Guglielmo Durando di San Porciano, O.P. † (13 marzo 1326 - 10 settembre 1334 deceduto)
- Jean de Meulant † (12 ottobre 1334 - 3 gennaio 1351 nominato vescovo di Noyon)
- Philippe de Vitry † (3 gennaio 1351 - 9 giugno 1361 deceduto)
- Jean Royer † (6 settembre 1361 - 29 aprile 1377 deceduto)
- Guillaume de Dormans † (11 febbraio 1379 - 17 ottobre 1390 nominato arcivescovo di Sens)
- Pierre Fresnel † (17 ottobre 1390 - 20 agosto 1409 nominato vescovo di Noyon)
- Jean de Saints † (20 agosto 1409 - 20 settembre 1418 deceduto)
  - Robert de Girème † (10 luglio 1419 - 19 gennaio 1426 deceduto) (vescovo eletto)
- Jean de Briou † (8 aprile 1426 - 17 agosto 1435 deceduto)
- Pasquier des Vaux † (23 settembre 1435 - 25 ottobre 1439 nominato vescovo di Évreux)
- Pierre de Versailles, O.S.B. † (25 settembre 1439 - 11 novembre 1446 deceduto)
- Jean Le Meunier † (15 maggio 1447 - 22 giugno 1458 deceduto)
- Jean du Drac † (2 maggio 1459 - 17 maggio 1473 deceduto)
- Tristan de Salazar † (25 giugno 1473 - 26 settembre 1474 nominato arcivescovo di Sens)
- Louis de Melun † (26 settembre 1474 - 13 maggio 1483 deceduto)
- Jean Lhuillier (o d'Huillier) † (6 giugno 1483 - 21 settembre o 21 novembre 1500 deceduto)
- Jean de Pierrepont † (13 novembre 1500 - 2 settembre 1510 deceduto)
- Louis Pinelle † (30 aprile 1511 - 1515 dimesso)
- Guillaume Briçonnet † (31 dicembre 1515 - 24 gennaio 1534 deceduto)
- Antoine Duprat † (20 febbraio 1534 - 9 luglio 1535 deceduto)
- Jean de Buz † (13 agosto 1535 - 9 ottobre 1552 deceduto)
- Louis de Brezé † (13 settembre 1553 - 1564 dimesso)
- Jean du Tillet † (5 agosto 1564 - dicembre 1570 deceduto)
- Louis de Brezé † (3 aprile 1571 - 15 settembre 1589 deceduto) (per la seconda volta)
- Alexandre de la Marche † (15 ottobre 1589 - ?)
- Jean Touchard † (28 luglio 1594 - 1597 deceduto)[14]
  - Louis Hôpital † (13 luglio 1597 - 1602 dimesso) (in commenda)
- Jean de Vieupont † (22 aprile 1602 - 16 agosto 1623 deceduto)
- Jean de Belleau † (15 luglio 1624 - 16 agosto 1637 deceduto)
- Dominique Séguier † (10 gennaio 1639 - 16 maggio 1659 deceduto)
- Dominique de Ligni † (16 maggio 1659 succeduto - 27 aprile 1681 deceduto)
- Jacques-Bénigne Bossuet † (17 novembre 1681 - 12 aprile 1704 deceduto)
- Henri-Pons de Thiard de Bissy † (9 febbraio 1705  - 26 luglio 1737 deceduto)
- Antoine-René de la Roche de Fontenille † (16 dicembre 1737 - 7 gennaio 1759 deceduto)
- Jean-Louis de la Marthonie de Caussade † (9 aprile 1759 - 3 febbraio 1779 deceduto)
- Camille-Louis-Apollinaire de Polignac † (12 luglio 1779 - 10 novembre 1801 dimesso)
- Louis-Mathias de Barral † (14 aprile 1802 - 1º febbraio 1805 nominato arcivescovo di Tours)
- Jean-Paul Faudoas † (22 marzo 1805 - 26 settembre 1819 dimesso)
- Jean-Joseph-Marie-Victoire de Cosnac † (27 settembre 1819 - 5 luglio 1830 nominato arcivescovo di Sens)
- Romain-Frédéric Gallard † (5 luglio 1830 - 21 febbraio 1839 nominato coadiutore di Reims[15])
- Auguste Allou (Alloux) † (21 febbraio 1839 - 30 agosto 1884 deceduto)
- Emmanuel-Marie-Ange de Briey † (30 agosto 1884 succeduto - 11 dicembre 1909 deceduto)
- Emmanuel-Jules-Marie Marbeau † (8 febbraio 1910 - 31 maggio 1921 deceduto)
- Louis-Joseph Gaillard † (21 novembre 1921 - 25 settembre 1931 nominato arcivescovo di Tours)
- Frédéric Edouard Camille Lamy † (16 agosto 1932 - 20 agosto 1936 nominato arcivescovo di Sens)
- Joseph Evrard † (1º febbraio 1937 - 25 luglio 1942 dimesso[16])
- Georges-Louis-Camille Debray † (25 luglio 1942 succeduto - 29 aprile 1961 deceduto)
- Jacques-Eugène-Louis Ménager † (7 dicembre 1961 - 13 luglio 1973 nominato arcivescovo di Reims)
- Louis Kuehn † (13 maggio 1974 - 27 agosto 1986 dimesso)
- Guy Étienne Germain Gaucher, O.C.D. † (27 agosto 1986 - 7 maggio 1987 dimesso)
- Louis Pierre Joseph Cornet † (31 luglio 1987 - 17 agosto 1999 ritirato)
- Albert-Marie de Monléon, O.P. † (17 agosto 1999 - 9 agosto 2012 ritirato)
- Jean-Yves Nahmias, dal 9 agosto 2012

## Statistiche
La diocesi nel 2023 su una popolazione di 1.428.636 persone contava 884.860 battezzati, corrispondenti al 61,9% del totale.
| anno | popolazione | popolazione | popolazione | presbiteri | presbiteri | presbiteri | presbiteri                | diaconi | religiosi | religiosi | parrocchie |
| anno | battezzati  | totale      | %           | numero     | secolari   | regolari   | battezzati per presbitero | diaconi | uomini    | donne     | parrocchie |
| ---- | ----------- | ----------- | ----------- | ---------- | ---------- | ---------- | ------------------------- | ------- | --------- | --------- | ---------- |
| 1950 | 350.000     | 407.137     | 86,0        | 322        | 301        | 21         | 1.086                     |         | 90        | 900       | 531        |
| 1970 | 468.363     | 604.340     | 77,5        | 392        | 298        | 94         | 1.194                     |         | 151       | 933       | 443        |
| 1980 | 612.000     | 765.762     | 79,9        | 285        | 246        | 39         | 2.147                     | 2       | 76        | 735       | 450        |
| 1990 | 630.000     | 1.011.937   | 62,3        | 240        | 190        | 50         | 2.625                     | 5       | 82        | 326       | 323        |
| 1999 | 840.000     | 1.150.000   | 73,0        | 209        | 164        | 45         | 4.019                     | 19      | 72        | 456       | 551        |
| 2000 | 900.000     | 1.250.000   | 72,0        | 208        | 163        | 45         | 4.326                     | 20      | 72        | 440       | 551        |
| 2001 | 900.000     | 1.213.846   | 74,1        | 229        | 154        | 75         | 3.930                     | 25      | 102       | 440       | 551        |
| 2002 | 900.000     | 1.213.846   | 74,1        | 175        | 148        | 27         | 5.142                     | 26      | 47        | 280       | 551        |
| 2003 | 900.000     | 1.213.846   | 74,1        | 181        | 145        | 36         | 4.972                     | 26      | 52        | 380       | 551        |
| 2004 | 667.615     | 1.213.846   | 55,0        | 179        | 141        | 38         | 3.729                     | 28      | 54        | 380       | 523        |
| 2013 | 829.000     | 1.315.000   | 63,0        | 155        | 112        | 43         | 5.348                     | 42      | 61        | 300       | 523        |
| 2016 | 838.508     | 1.353.946   | 61,9        | 175        | 129        | 46         | 4.791                     | 45      | 59        | 300       | 523        |
| 2019 | 860.930     | 1.390.121   | 61,9        | 145        | 118        | 27         | 5.937                     | 45      | 41        | 213       | 16         |
| 2021 | 881.700     | 1.423.607   | 61,9        | 138        | 114        | 24         | 6.389                     | 46      | 37        | 194       | 17         |
| 2023 | 884.860     | 1.428.636   | 61,9        | 147        | 114        | 33         | 6.019                     | 56      | 44        | 173       | 19         |